# Флаг Дренте
Флаг Дренте — официальный символ нидерландской провинции Дренте. Принят 19 февраля 1947 года; таким образом, Дренте стала первой провинцей Нидерландов, имеющей собственный флаг. Разработан Герлофом Ауке Бонтеку (нидерл. Gerlof Auke Bontekoe), который с 1927 по 1938 годы был бургомистром деревни Слен, а затем — фрисландской общины Остстеллингверф.

## Символика

### Цвета
Красный и белый — традиционные цвета саксов, а также Утрехтского епископства, частью которого долгое время являлось Дренте, входившее в Верхний стихт (нидерл. Oversticht, «северный надел») епископства.

### Звёзды
Шесть звёзд символизируют шесть дингспелов (исторических областей) Дренте: Зёйденвелд, Остермур, Норденвелд, Ролде, Бейлен и Дивер. Также они являются отсылкой к Вифлеемской звезде: на гербе Дренте изображена дева Мария.

### Башня
Башня символизирует Куворденский замок, из которого виконты Кувордена управляли областью от имени утрехтского епископа. Позже этим занимались специальные окружные управители. Чёрный цвет выбран из эстетических соображений, так как он хорошо контрастирует с белым фоном.

## Дизайн и пропорции
Флаг имеет необычное соотношение ширины и длины 9:13, однако на практике часто используются флаги с пропорцией 2:3.
Фоновый цвет флага — белый. На уровне от 2/9 ширины как с верхней, так и с нижней стороны полотнища располагаются две красные полосы, ширина которых равна 1/9 от ширины флага. Между полосами в центре флага располагается, согласно официальному описанию, «чёрная прямоугольная замковая башня на низком подножии, с тремя зубцами и прямоугольным дверным отверстием; по обеим сторонам от башни располагаются три красных пятиконечных звезды».